# Hauenstein-Ifenthal
Hauenstein-Ifenthal (toponimo tedesco) è un comune svizzero di 314 abitanti del Canton Soletta, nel distretto di Gösgen.